# وقار نادروف
وقار نادروف (ترکی آذربایجانی: Vüqar Ərşad oğlu Nadirov؛ زادهٔ ۱۵ ژوئن ۱۹۸۷) بازیکن فوتبال اهل جمهوری آذربایجان است.
از باشگاه‌هایی که در آن بازی کرده‌است می‌توان به باشگاه فوتبال کاروان، باشگاه فوتبال قبله، باشگاه فوتبال خزر لنکران، باشگاه فوتبال شماخی، باشگاه فوتبال قره‌باغ، و باشگاه فوتبال ویلش ماسال‌لی اشاره کرد.
وی همچنین در تیم‌های ملی فوتبال زیر ۱۷ سال جمهوری آذربایجان، زیر ۱۹ سال جمهوری آذربایجان، زیر ۲۱ سال جمهوری آذربایجان، و جمهوری آذربایجان بازی کرده‌است.